# Византийская икона Божией Матери
Византи́йская ико́на Бо́жией Ма́тери — икона Богородицы, почитаемая в Православной церкви. Празднование совершается 7 апреля и 1 мая (по юлианскому календарю).
По преданию, икона была явлена 7 апреля 732 года. История её неизвестна, в Россию она была принесена из Рима, и перед ней молился Пётр I в благодарность о победе в Полтавской битве.
Византийская икона относится к иконописному типу Одигитрия. Богородица изображена поколенно, на Её левой руке изображён младенец Иисус. Его голова повёрнута от Богородицы вправо, правая рука благословляет, а левой Он касается Богородицы. В руках Девы Марии, обнимающей Богомладенца, скипетр и держава. Головы Марии и Иисуса увенчаны коронами. Данная иконография, по мнению Никодима Кондакова является влиянием на греческую живопись итальянского искусства и может быть датирована XVI веком. В русской иконописи царские регалии в руках Богородицы появляются на иконах с XVII века.
Гравированное изображение византийской иконы, выполненное Григорием Тепчегорским, было включено в свод чудотворных икон, составленный в 1715—1716 годах. Известны клейма с изображением Византийской иконы на иконах конца XVIII века (например, «Явленные иконы Богородицы», конец XVIII — начало XIX века, Череповецкое музейное объединение).